# Agugliaro
Agugliaro est une commune de la province de Vicence en Vénétie (Italie).

## Administration
| Période                                  | Période  | Identité         | Étiquette | Qualité |
| ---------------------------------------- | -------- | ---------------- | --------- | ------- |
| 14 juin 2004                             | En cours | Maurizio Bressan |           |         |
| Les données manquantes sont à compléter. |          |                  |           |         |

### Hameaux
Calliana, Capitello, Finale, Sopra L'Acqua, Punta, Paluselli

### Communes limitrophes
Albettone, Campiglia dei Berici, Lozzo Atestino, Noventa Vicentina, Sossano, Vò.

## Monuments
- Villa Saraceno (XVIe siècle) (hameau de Finale) œuvre du Palladio
- Villa delle Trombe (hameau de Finale)
- Villa Dal Verme (hameau de Finale), considérée comme la mère de toutes les villas de l'arrière-pays vénitien. Semblable à un palais vénitien, elle possède une fenêtre trilobée et se situe au bord de la Liona qui traverse Agugliaro
- Barchesse Trolio (XVIe siècle), actuellement propriété de la famille Bressan, autrefois bien de la famille Pigafetta.

## Personnalités liées à la commune
- Agugliaro Jean-Charles (Docteur en Physique nucléaire)
- Antonio Pigafetta